# U-Bahn-Station Wienerberg
Wienerberg is een toekomstig metrostation in het district Favoriten van de Oostenrijkse hoofdstad Wenen.